# آن قطار زرهی لعنتی
آن قطار زرهی لعنتی (ایتالیایی: Quel maledetto treno blindato) که در کشورهای انگلیسی‌زبان با نام حرامزاده‌های لعنتی (انگلیسی: The Inglorious Bastards) منتشر شد، یک فیلم جنگی اروپایی به کارگردانی انتسو جی. کاستلاری است که در سال ۱۹۷۸ منتشر شد. این فیلم که دربارهٔ گروهی از زندانیان است که در سال ۱۹۴۴ به یک مأموریت جنگی ویژه دعوت می‌شوند، بازسازی آزاد (و غیرمجاز) فیلم آمریکایی دوازده مرد خبیث محصول ۱۹۶۷ است.

## گزیدهٔ بازیگران
- بو اسونسون
- فرد ویلیامسون
- پیتر هوتن
- جکی بیسهارت
- رایموند هارمستورف
- ایان بانن
- میشل کنستانتن
- اولا یوهانسن
- جاشوا سینکلر در نقش سرهنگِ ورماخت
- دانلد اوبراین در نقش فرماندهٔ وافن-اس‌اس